# Thomas Friedrich (Publizist)
Thomas Friedrich (* 28. Oktober 1948 in Dresden; † 13. Mai 2011 in Berlin) war ein deutscher Publizist.

## Leben und Leistungen
Friedrich wuchs in West-Berlin auf. Nach einer wissenschaftlichen Tätigkeit an der FU Berlin war er seit 1977 als Publizist und Ausstellungskurator tätig. 
Im August 1977 wurde er Mitbegründer des Kleinverlags „LitPol“. Bis zum Herbst 1984 arbeitete er als Lektor und in der Bildredaktion. 
Friedrich war Mitglied in der AG „Wem gehört die Welt“ (Ausstellung 1977) in der Neuen Gesellschaft für Bildende Kunst Berlin (NGBK). Von Februar 1981 bis März 1983 war er Kurator des Ausstellungsprojekts „Grauzonen Farbwelten“ der NGBK. Danach war er bis Mai 1986 freier Mitarbeiter an Ausstellungen und Publikationen. Von Juni 1986 bis Juli 1987 war er als Wissenschaftlicher Mitarbeiter der Dokumentation „Topographie des Terrors, Berlin“ verantwortlich unter anderem für die Konzeption des stadtgeschichtlichen Teils der Ausstellung. Ein Jahr später gehörte er zum Team der Ausstellung „Vor aller Augen: Der Novemberpogrom 1938“, die aus Anlass des 50. Jahrestages der Pogrome in der Akademie der Künste in West-Berlin gezeigt wurde. Die Ausstellung erregte nicht zuletzt deswegen Aufsehen, weil es Friedrich gelungen war, das Titelmotiv der Ausstellung (ein bekanntes Foto vom Novemberpogrom in Baden-Baden) neu zu analysieren, nachdem es in zahlreichen Publikationen und Archiven jahrzehntelang unter einer falschen Bezeichnung geführt worden war. Seit 1986 war Friedrich als Wissenschaftlicher Mitarbeiter des Museumspädagogischen Dienstes Berlin (heute „Kulturprojekte Berlin“) Leiter des Fachbereichs Geschichte und Redakteur am „Museums-Journal“. Seit November 1998 war er als Mitglied der Planungsgruppe des Jüdischen Museums Berlin (JMB) tätig in der Redaktion von Publikationen und Konzeption der ersten Dauerausstellung bis zur Eröffnung im Jahr 2001. Von 2001 bis 2006 erarbeitete er das Buch Die missbrauchte Hauptstadt. Hitler und Berlin. Gleichzeitig forschte er im Bereich Fotografie, Publizistik und Pressefotografie. Seit 2002 hatte er Lehraufträge am Institut für Europäische Ethnologie, und an der Humboldt-Universität zu Berlin, unter anderem zu „Erna Lendvai-Dirksen: Menschenbild und Volksgesicht“ und „1968“. Ab 2004 war er Kurator des Europäischen Monats der Fotografie (Ausgabe 1 bis 4/2011).